# Pavlo Šyl'ko
Pavlo Jurijovyč Šyl'ko, noto anche come DJ Paša (in ucraino Павло Юрійович Шилько?; Meždurečensk, 6 agosto 1977), è un disc jockey, conduttore televisivo e radiofonico ucraino.

## Biografia
Nato a Meždurečensk, nell'allora Unione Sovietica, si è successivamente trasferito con la famiglia in Ucraina, stabilendosi nella città di Zaporižžja. Dopo aver concluso gli studi di scuola superiore si iscrisse al dipartimento di lingue straniere dell'Università Nazionale di Kiev Taras Ševčenko, laureandosi come interprete multilingue e, successivamente, anche in psicologia.
Nel 1993 ha debuttato come speaker per l'emittente radiofonica ucraina Gala Radio, dove ha collaborato anche come sceneggiatore, collaboratore e disc jockey fino a diventare il direttore. Successivamente è stato autore e presentatore di vari programmi televisivi sui principali canali televisivi. Parallelamente Šyl'ko ha avviato la sua carriera da disc jockey con cui, sotto lo pseudonimo DJ Paša, ha organizzato numerosi eventi e festival musicali per molti marchi di fama internazionale come Coca-Cola, Samsung, Kodak e Adidas.
Nel suo lavoro da speaker, ha trasmesso con il commento alla radio e alla televisione i Giochi Olimpici di Atlanta 1996, Sydney 2000 ed Atene 2004, i Grammy Awards 2000 e 2001, l'Eurovision Song Contest 2003, il Carnevale del Brasile dello stesso anno e lo speciale del 50º anniversario dell'Eurovision Song Contest.
Nel 2005, insieme a Marija Jefrosinina, ha presentato la 50ª edizione dell'Eurovision Song Contest svoltasi presso il Palazzo dello Sport di Kiev. In occasione dell'edizione 2006 e 2007 ha co-scritto i brani Show Me Your Love di Tina Karol' e Dancing Lasha Tumbai di Vjerka Serdjučka che hanno rappresentato l'Ucraina al concorso canoro.
Dopo l'esperienza della conduzione televisiva dalla manifestazione europea, Šyl'ko ha continuato a collaborare con gli altri eventi dell'Eurovisione, commentando per conto dell'emittente ucraina UA:PBC ulteriori edizioni dell'Eurovision Song Contest con Andrij Danylko, le due edizioni dell'Eurovision Dance Contest ed alcune edizioni del Junior Eurovision Song Contest.
Nel 2011, in collaborazione con il filantropo Mohammad Zahoor, hanno fondato gli YUNA che, nel corso degli anni, hanno ottenuto il riconoscimento di premio musicale più prestigioso dell'Ucraina.

## Vita privata
Nel 2001 ha sposato Anna Moskvyč, da cui ha avuto due figlie Sofija e Natalija. Oltre alla lingua madre, riesce a capire e parlare senza difficoltà inglese, russo, spagnolo, francese, italiano e polacco.

## Televisione
- Melomanyja (1+1, 1999)
- Choču y budu (1+1)
- Zirkovyj duet (Inter)
- Eurovision Song Contest (NTU/UER, 2005) Presentatore
- Z Nobym pankom! (Inter, 2010-2011)
- Šoumasthouon (Novyj kanal, 2012)
- Dyvys'  (TET)
- Ostannij komik (ICTV)
- Eurovision Song Contest (UA:PBC/UER, 2017) Portavoce

## Programmi radiofonici
- Davaj vstavaj (Gala Radio, 1996-2007)
- Maša ta Paša (Gala Radio, 1996-2007)
- Gala-ranok (Gala Radio, 1996-2007)
- Pašina 20-ка (Gala Radio, 1996-2007)
- Marafon (Gala Radio, 2007)
- Pan abo propav (Gala Radio, 2007)
- 29 jevropejtsiv (Radio EU, 2015)